# Кестутис Шапка
Кестутис Шапка (Виљнус, 15. новембар 1949) је литвански атлетичар специјализован за скок увис, који је представљао Совјетски Савез, јер је тада Литванија била у саставу Совјетског Савеза.
На Летњим олимпијским играма 1972. у Минхену заузео је 12 место. На Европском првенствуна на отвореном 1971. године постао је европски првак, а три године касније освојио је сребрну медаљу.. Два пута је био на постољу Европског првенства у дворани 1972.  и 1974..
Лични рекорд 2,25 м на отвореном поставио је 4. септембра 1974. у Риму , а у дворани 2,22 м  11. март 1972. у Греноблу.
Каријеру као скакач у вис завршио је због поновљених повреда. Радио је као тренер у Вилниусу.

## Значајнији резултати
| Година          | Такмичење                       | Место                   | Пласман         | Резултат        | Детаљи          |                 |
| Совјетски Савез | Совјетски Савез                 | Совјетски Савез         | Совјетски Савез | Совјетски Савез | Совјетски Савез | Совјетски Савез |
| Скок увис       | Скок увис                       | Скок увис               | Скок увис       | Скок увис       | Скок увис       | Скок увис       |
| --------------- | ------------------------------- | ----------------------- | --------------- | --------------- | --------------- | --------------- |
| 1971.           | Европско првенство у дворани    | Бугарска, Софија        | 6. место        | 2,14            |                 |                 |
| 1971.           | Европско првенство на отвореном | Финска, Хелсинки        |                 | 2,20            |                 |                 |
| 1972.           | Европско првенство у дворани    | Француска, Гренобл      |                 | 2,22            |                 |                 |
| 1972 .          | Олимпијске игре                 | Западна Немачка, Минхен | 12. место       | 2,15            |                 |                 |
| 1974            | Европско првенство у дворани    | Шведска Гетеборг        |                 | 2,22            |                 |                 |
| 1974            | Европско првенство на отвореном | Италија Рим             |                 | 2,25            |                 |                 |